# Black Label Society
A Black Label Society egy amerikai heavy metal együttes, amelynek frontembere Zakk Wylde énekes-gitáros.

## Történet
Miután Ozzy Osbourne a kilencvenes évek végén, az Ozzmosis című lemezt követően hosszabb szünetet szeretett volna beiktatni, Zakk Wylde az addig másodlagos projektjeivel kezdett foglalkozni: a Pride & Glory és a Zakk Wylde's Book of Shadows elnevezésű együttesekkel.
1998-ban végül elindított egy új projektet is Hell’s Kitchen néven, ám a lemezre felkerülő dalok felvételét követően tudomására jutott, hogy a nevet nem tudja megszerezni, mivel valaki már levédette azt. Így kapta az új formáció a Black Label Society nevet, amelyet a whisky szeretete inspirált. Az 1999-ben megjelent albumot pedig Sonic Brew-ra keresztelték.
A Zakk Wylde, Phil Ondich dobos, Nick Catanese gitáros és John DeServio basszusgitáros felállású négytagú együttes turnéra indult.
Csupán egy évvel később, 2000-ben jelent meg a második nagylemez Stronger Than Death címmel, amelynek turnéján John DeServio helyett már Steve Gibb játszott basszusgitáron, aki mellesleg a Bee Geesből ismert Barry Gibb fia.
A turné során Wylde és Ondrich között veszekedés alakult ki, így utóbbi elhagyta az együttest. Utóda Craig Nunenmacher lett, aki korábban a Crowbar együttesben játszott.
A zenekar első koncertfelvétele Alcohol Fueled Brewtality Live +5 címmel 2001-ben látott napvilágot, ezt követte 2002-ben a 1919 Eternal című stúdióalbum. A 2001-es Ozzfest turnén Mike Inez, az Alice in Chains basszusgitárosa lett tagja a zenekarnak, majd a 2002-es Ozzfesten már Robert Trujillo szerepelt Wylde oldalán. Ő azonban 2003-ban a Metallica basszusgitárosa lett.
A 2003-as The Blessed Hellride című album turnéján ismét Mike Inez lépett fel az együttessel.
2004-ben ismét új lemezt adott ki a Black Label Society Hangover Music Vol. VI címmel. Ezután fix tagként került a zenekarba James LoMenzo basszusgitáros.
A Mafia (2005) című album után LoMenzo elhagyta a zenekart a Megadeth kedvéért, így ismét DeServio került az együttesbe.
2005–ben a legnagyobb sikereket tartalmazó, 2006–ban pedig új nagylemez jelent meg Shot to Hell címen. Ezután háromévnyi várakozás után 2009–ben látott napvilágot egy újabb koncertlemez, a Skullage című.
2010 elején Craig Nunemacher kivált a zenekarból, helyét a Methods of Mayhem és az Evanescence zenekarokból ismert Will Hunt vette át.

## Tagok

### Jelenlegi tagok
- Zakk Wylde – ének, szóló- és ritmusgitár, zongora (1998 óta)
- Nick Catanese – ritmusgitár (1998 óta)
- Will Hunt – dobok (2010 óta)
- John DeServio – basszusgitár (1999, 2005 óta)

### Korábbi tagok
- Phil Ondich – dobok (1998–2000)
- Craig Nunenmacher – dobok (2000–2010)
- Steve Gibb – basszusgitár (2000–2001)
- Mike Inez – basszusgitár (1999, 2001, 2003)
- Robert Trujillo – basszusgitár (2002)
- James LoMenzo – basszusgitár (2004–2005)

## Albumok
- Sonic Brew (1999)
- Stronger Than Death (2000)
- 1919 Eternal (2002)
- The Blessed Hellride (2003)
- Hangover Music Vol. VI (2004)
- Mafia (2005)
- Shot to Hell (2006)
- Order of the Black (2010)
- Catacombs of the Black Vatican (2014)
- Grimmest Hits (2018)
- Doom Crew Inc. (2021)